# Pont de Sassanat
El Pont de Sassanat és un pont situat a la parròquia d'Escaldes-Engordany, a Andorra. La construcció, datada entre 1942 i 1944, és considerada com patrimoni andorrà.
El pont va ser construït en el transcurs d'unes obres per la captació d'aigua realitzades per part de l'empresa FHASA a la vall del Madriu, realitzades a principis de la dècada de 1940, i que van obligar a millorar les vies d'accés a la vall. La més important d'aquesta adequació va ser la del camí de la Muntanya, que surt de Sassanat i creua el riu a través d'aquest pont de pedra. FHASA es va comprometre a millorar i mantenir el camí, motiu pel qual va construir el pont, de granti, entre el 1942 i el 1944.
A nivell descriptiu, es tracta d'un pont d'esquena plana, amb l'ull en arc rebaixat i barana de pedra. Està construït mitjançant blocs de granit, presentant un aparell irregular, amb l'excepció del de les pedres que formen les dovelles, les quals estan ben escairades i disposades. Es tracta d'un exemple molt il·lustratiu de l'adaptació de l'arquitectura d'alta muntanya als nous corrents estilístics, que a la vegada és un testimoni de la intervenció humana en el seu entorn natural, en aquest cas la vall del Madriu.